# Jacob de Witt
Jacob de Witt (Dordrecht, 7 de febrero de 1589-ibíd., 10 de enero de 1674) fue un burgomaestre de la ciudad de Dordrecht y padre de Johan de Witt y Cornelio de Witt.

## Biografía

### Primeros años
El padre de Jacob de Witt era un comerciante de madera que contrajo matrimonio con Anna van den Corput, con quien tuvo dos hijos y dos hijas. Entre sus hijos estaban Johan de Witt y Cornelio de Witt.

### Carrera
Estudió Derecho en la Universidad de Leiden, obtuvo la licenciatura en dicha carrera y trabajó como jurista. En 1618 fue nombrado tesorero del Sínodo de Dort, donde ocupó varios cargos en el servicio público y fue burgomaestre en seis ocasiones. También ejerció como emisario de Suecia, junto a Andries Bicker. 
Jacob de Witt fue miembro de los Estados Generales de Holanda y Frisia occidental (en neerlandés: Staten van Holland en Westfriesland) siendo un opositor de Guillermo II de Orange-Nassau, quien era el estatúder de Holanda, Zelanda, Utrecht, Güeldres y Overijssel. Junto con Cornelis de Graeff, Andries de Graeff, Andries y Cornelis Bicker, de Witt apoyaba la Paz de Westfalia y en mayo de 1650 presentó una propuesta para reducir el tamaño del ejército, ocasionando un conflicto político.
Este asunto dio como resultado un golpe de Estado contra el estatúder, quien secretamente atacó Ámsterdam. El 30 de junio de 1650, de Witt, junto a otros miembros prominentes de los Estados de Holanda, fueron arrestados en el complejo de edificios conocido como Binnnenhof en La Haya. Los burgomaestres de Delft, Hoorn, Medemblik, Haarlem y Dordrecht fueron detenidos en el Castillo de Loevestein, y el 17 de agosto fueron liberados bajo la condición de abdicar de sus cargos.

### Fallecimiento
En 1657 se trasladó a La Haya. Después del asesinato de sus hijos, acaecido el 20 de agosto de 1672, se mudó a Dordrecht porque era considerado un lugar más seguro. Falleció el 10 de enero de 1674, al poco tiempo de establecerse allí.